# 卡斯卡摩拉斯節

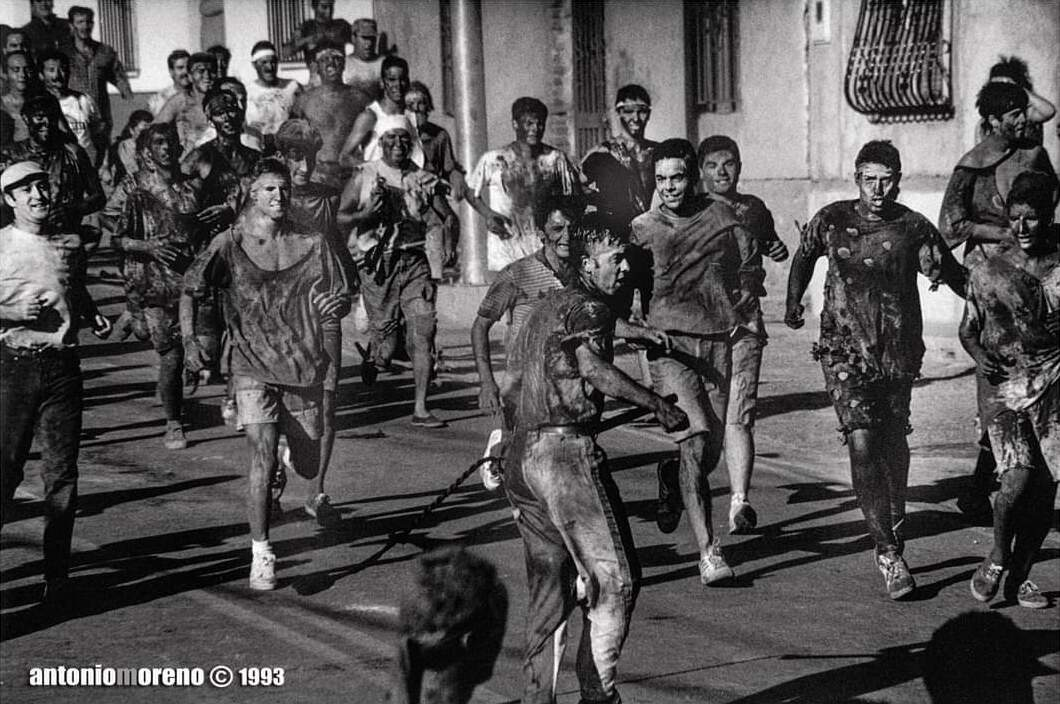
卡斯卡摩拉斯節

卡斯卡摩拉斯節（西班牙語：Fiesta de Cascamorras），每年9月6日舉辦於西班牙格拉納達以北的巴萨和瓜迪斯，當地村民用黑色油脂塗抹全身慶祝該節日。傳說此節日源於巴薩村與瓜迪斯村對一個聖女像的爭奪。當時一個名為卡斯卡摩拉斯的人被瓜迪斯村派到巴薩村去拿回聖女像，但是由於卡斯卡摩洛斯必須保持身體乾淨才能帶回聖女像，於是巴薩村村民就盡可能把他身體弄髒，導致他任務失敗，無法帶回聖女像。卡斯卡摩拉斯節因此流傳下來。